# Viện bảo tàng

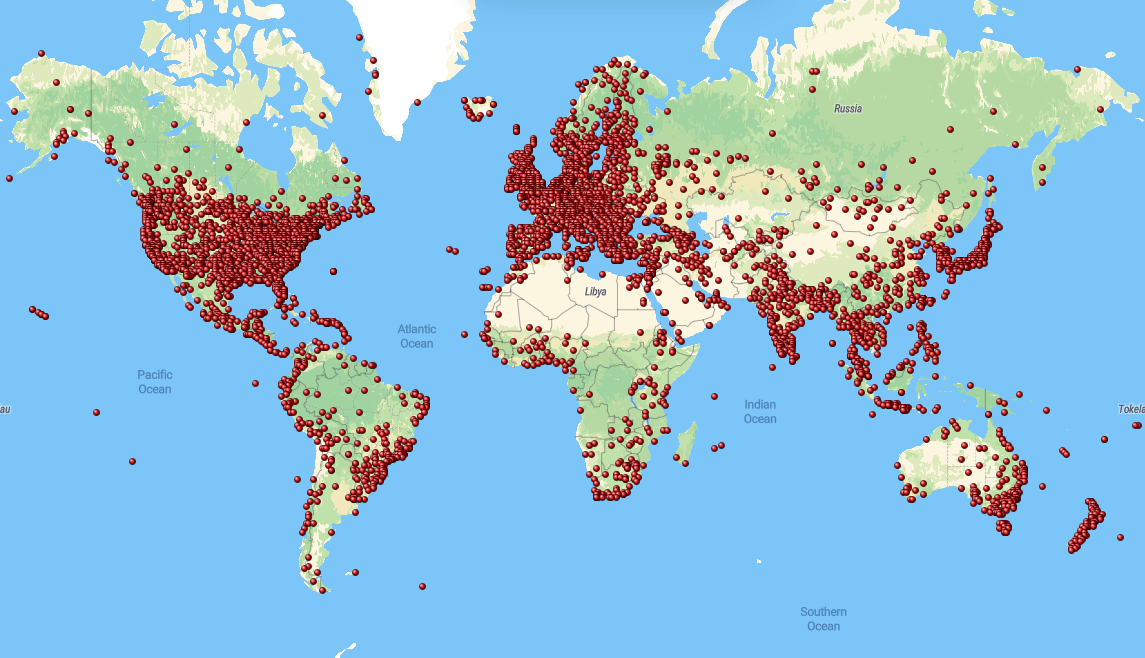
Bản đồ các bảo tàng trên thế giới (phiên bản tương tác)

Grand Egyptian Museum, Cairo, Ai Cập

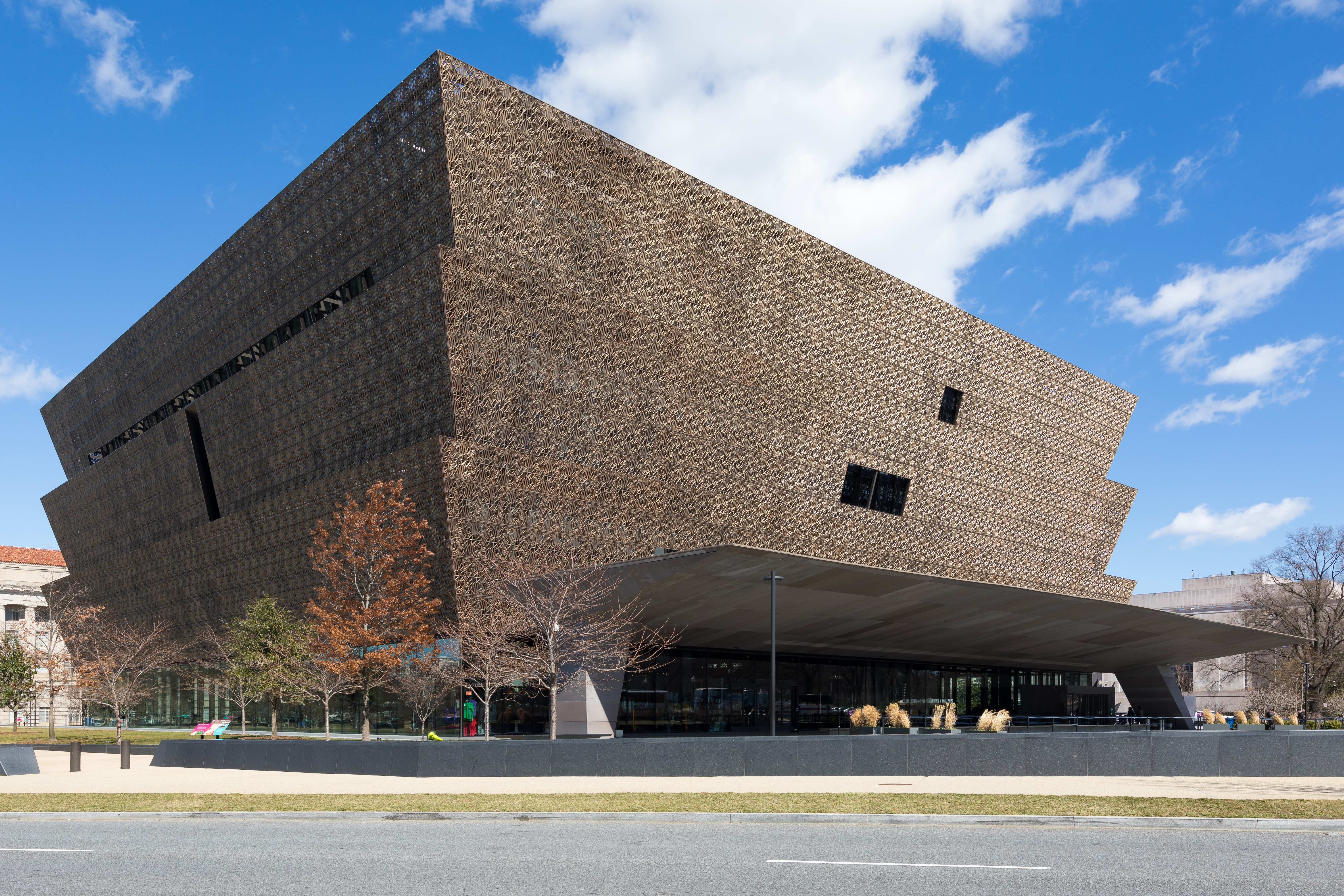
Bảo tàng quốc gia về lịch sử và văn hóa người Mỹ gốc Phi, Washington, D.C., Mỹ

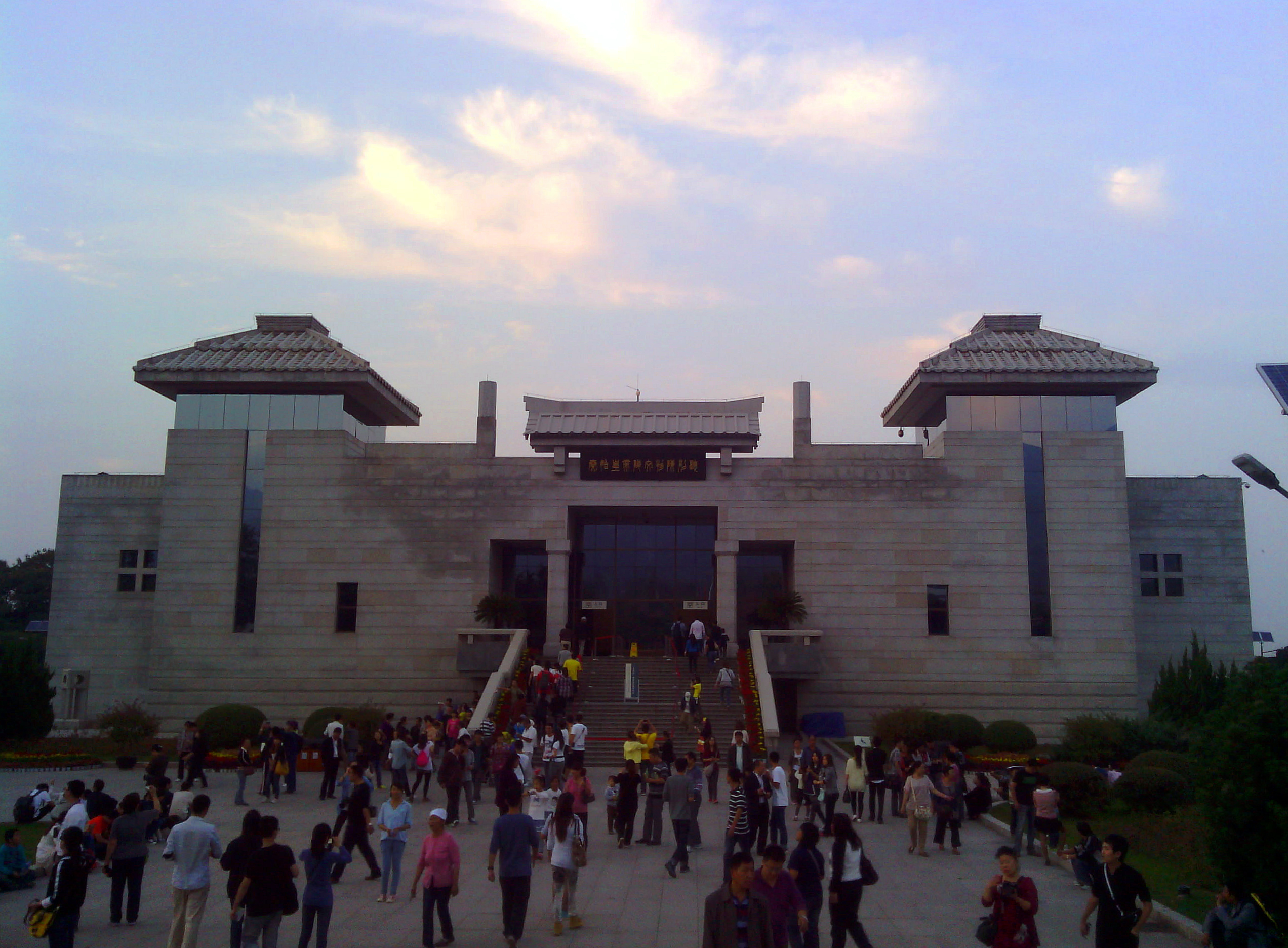
Lăng mộ Tần Thủy Hoàng, một địa điểm bảo tàng ở tỉnh Thiểm Tây, Trung Quốc

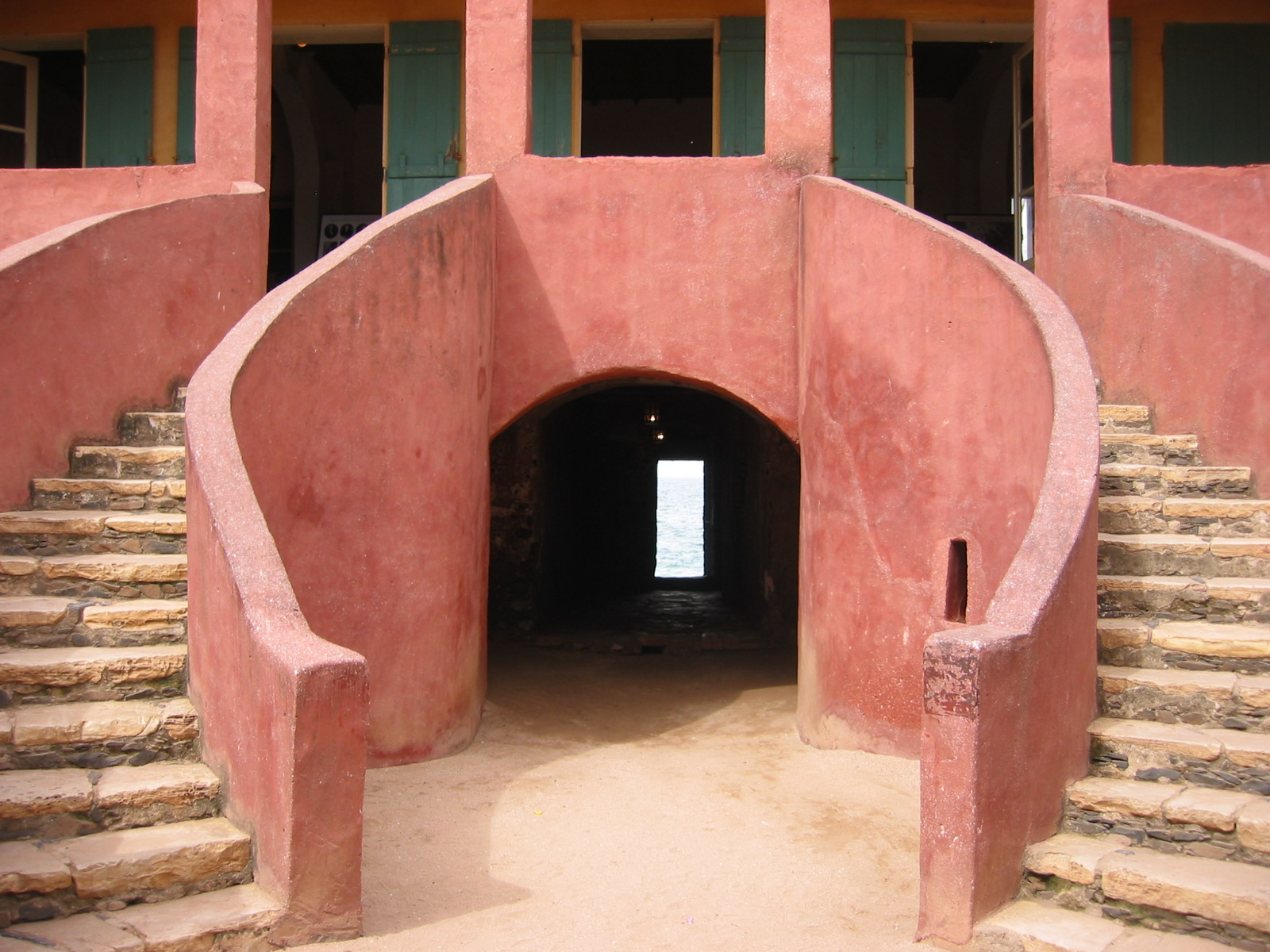
House of Slaves, một bảo tàng và đài tưởng niệm buôn bán nô lệ Đại Tây Dương, ở Gorée, Senegal

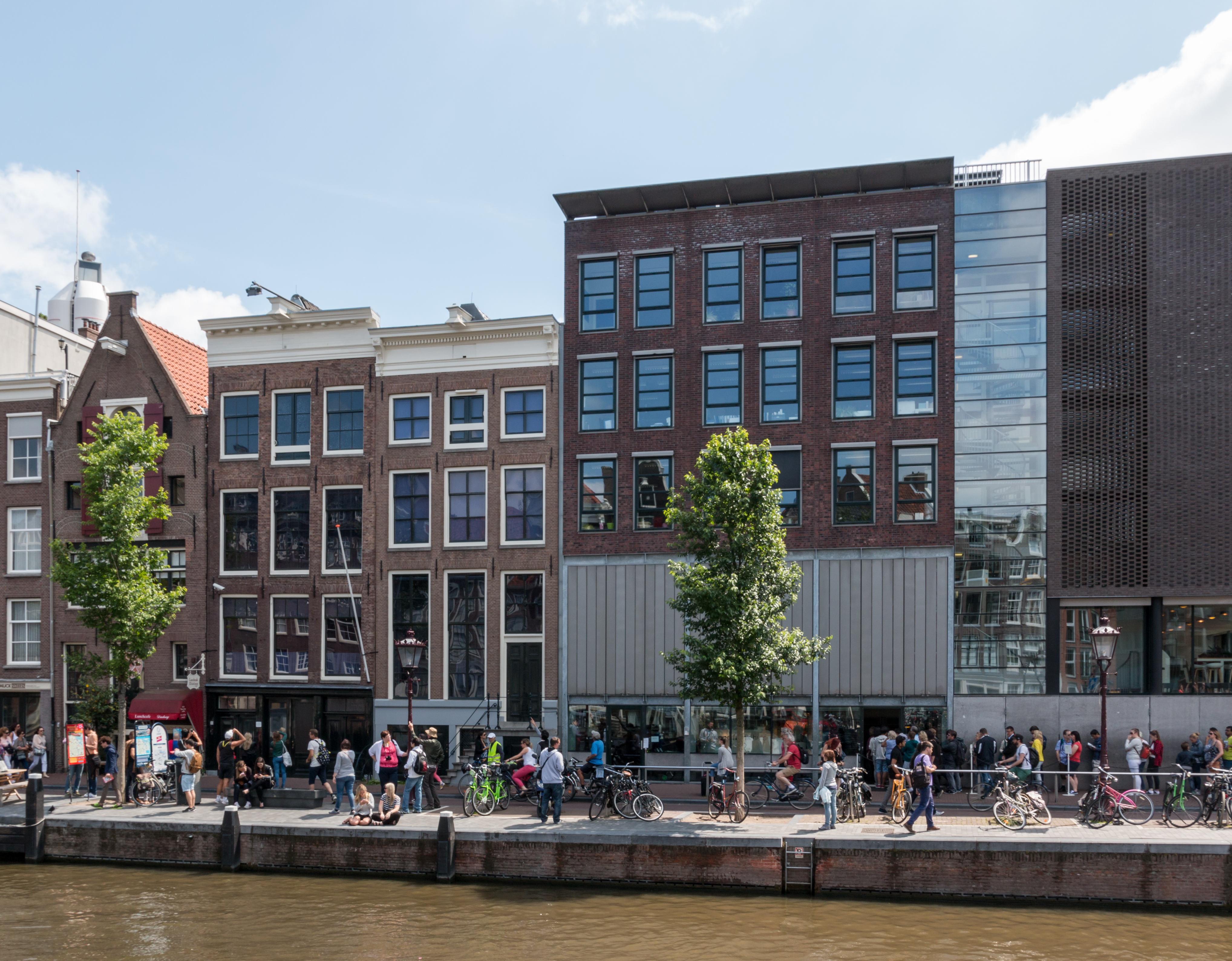
Anne Frank House, Amsterdam, Hà Lan

Viện bảo tàng hay ngắn gọn là bảo tàng, là nơi trưng bày và lưu giữ tài liệu, hiện vật cổ liên quan đến một hoặc nhiều lĩnh vực như lịch sử, văn hóa của một dân tộc hay một giai đoạn lịch sử nào đó. Mục đích của viện bảo tàng là giáo dục, học tập, nghiên cứu và thỏa mãn trí tò mò tìm hiểu về quá khứ. Nhiều bảo tàng công cộng cung cấp những vật phẩm này cho công chúng xem thông qua các cuộc triển lãm có thể là vĩnh viễn hoặc tạm thời. Các bảo tàng lớn nhất nằm ở các thành phố lớn trên thế giới, trong khi hàng nghìn bảo tàng địa phương tồn tại ở các thành phố, thị trấn và khu vực nông thôn nhỏ hơn. Các bảo tàng có nhiều mục đích khác nhau, từ bảo tồn và tài liệu cho bộ sưu tập của họ, phục vụ các nhà nghiên cứu và chuyên gia đến phục vụ công chúng. Mục tiêu của việc phục vụ các nhà nghiên cứu không chỉ là khoa học, mà còn nhằm phục vụ công chúng.
Có nhiều loại bảo tàng, bao gồm bảo tàng nghệ thuật, bảo tàng lịch sử tự nhiên, bảo tàng khoa học, bảo tàng chiến tranh và bảo tàng trẻ em. Theo Hội đồng Bảo tàng Quốc tế (ICOM), có hơn 55.000 bảo tàng ở 202 quốc gia.
Tiếng Việt đầu thế kỷ 20 còn dùng danh từ viện tàng cổ để chỉ những cơ sở này.

## Mục đích

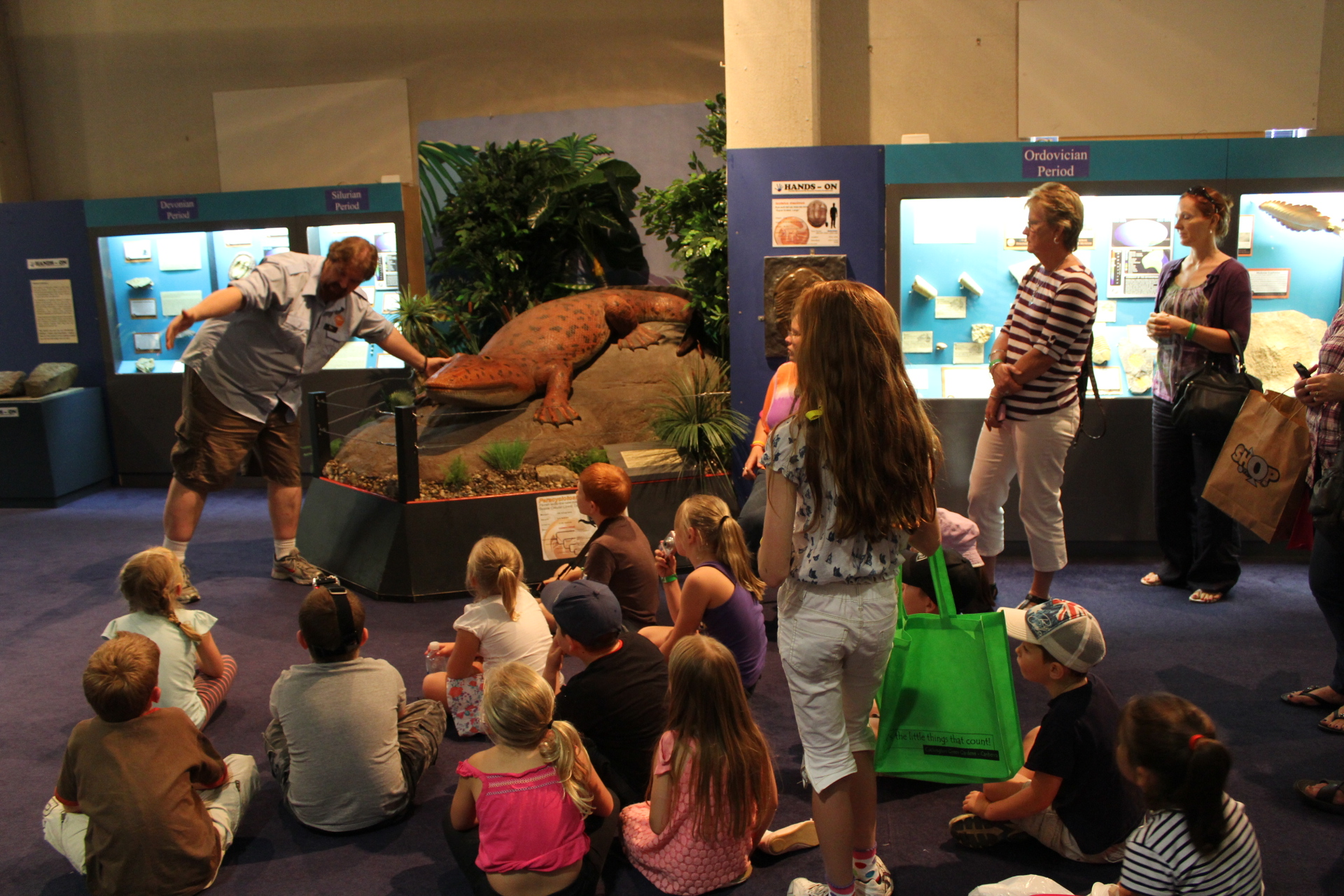
National Dinosaur Museum, Canberra, Úc

Mục đích của các bảo tàng hiện đại là thu thập, bảo quản, giải thích và trưng bày các hiện vật có ý nghĩa nghệ thuật, văn hóa hoặc khoa học cho việc nghiên cứu và giáo dục của công chúng. Từ góc độ khách truy cập hoặc cộng đồng, mục đích này cũng có thể phụ thuộc vào quan điểm của mỗi người. Một chuyến đi đến bảo tàng lịch sử địa phương hoặc bảo tàng nghệ thuật thành phố lớn có thể là một cách giải trí và thú vị để dành cả ngày. Đối với các nhà lãnh đạo thành phố, một cộng đồng bảo tàng đang hoạt động có thể được coi là thước đo sức khỏe văn hóa hoặc kinh tế của thành phố, và là một cách để tăng sự tinh tế của cư dân thành phố. Đối với một chuyên gia bảo tàng, bảo tàng có thể được coi là một cách để giáo dục công chúng về sứ mệnh của bảo tàng, chẳng hạn như quyền dân sự hoặc chủ nghĩa môi trường. Trên tất cả, bảo tàng là kho kiến thức. Năm 1829, yêu cầu của James Smithson về việc tài trợ cho Viện Smithsonian, tuyên bố rằng ông muốn thành lập một tổ chức "để tăng cường và phổ biến kiến thức".

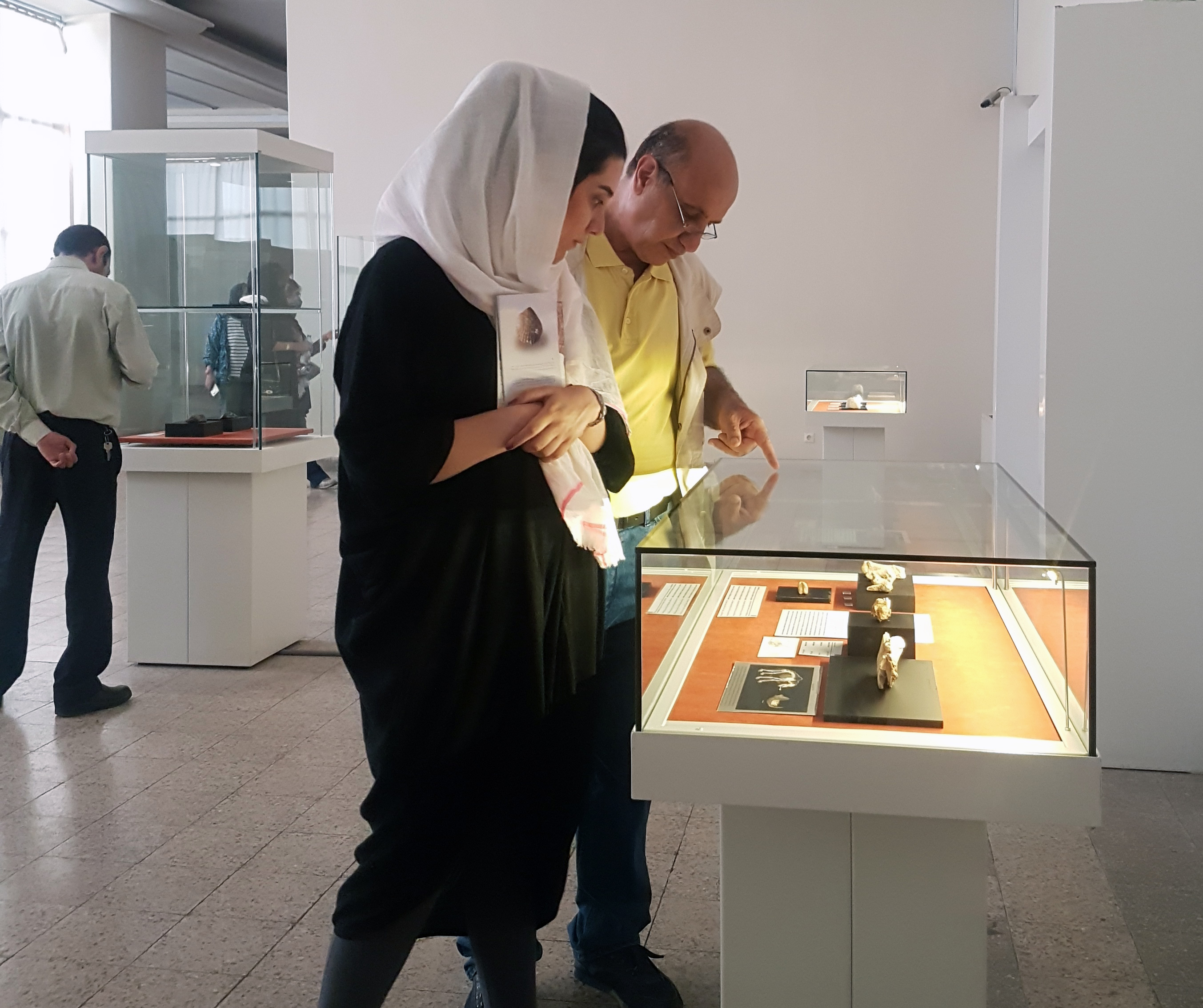
National Museum of Iran, Tehran, Iran

Các bảo tàng lịch sử tự nhiên vào cuối thế kỷ 19 thể hiện mong muốn khoa học trong việc phân loại và giải thích thế giới. Mục đích của việc thu thập tất cả các ví dụ cho từng lĩnh vực kiến thức để nghiên cứu và trưng bày. Khi các trường cao đẳng ở Mỹ phát triển vào thế kỷ 19, họ đã phát triển các bộ sưu tập lịch sử tự nhiên của riêng mình để sinh viên của họ sử dụng. Vào 1/4 cuối thế kỷ 19, nghiên cứu khoa học trong các trường đại học đã chuyển sang nghiên cứu sinh học ở cấp độ tế bào, và các nghiên cứu tiên tiến đã chuyển từ bảo tàng sang phòng thí nghiệm của trường đại họ. Trong khi nhiều bảo tàng lớn, chẳng hạn như Viện Smithsonian, vẫn được coi là trung tâm nghiên cứu thì nghiên cứu lại không còn là mục đích chính của hầu hết các viện bảo tàng. Trong khi có, một cuộc tranh luận đang diễn ra về mục đích diễn giải bộ sưu tập của bảo tàng, thì đã có một sứ mệnh nhất quán là bảo vệ và gìn giữ hiện vật văn hóa cho các thế hệ tương lai. Nhiều công sức, chuyên môn và chi phí được đầu tư vào nỗ lực bảo quản để làm chậm phân hủy các tài liệu, đồ tạo tác, tác phẩm nghệ thuật và các tòa nhà đã cũ. Tất cả các bảo tàng đều trưng bày những đồ vật quan trọng đối với một nền văn hóa. Như nhà sử học Steven Conn viết, "Việc tận mắt nhìn thấy sự vật ở một nơi công cộng, xung quanh là những người khác có cùng trải nghiệm với một phiên bản nào đó, có thể làm cho chúng ta cảm thấy bị mê hoặc."
Mục đích của bảo tàng khác nhau giữa các tổ chức. Một số ủng hộ giáo dục hơn bảo tồn, hoặc ngược lại. Ví dụ, vào thập niên 1970, Bảo tàng Khoa học và Công nghệ Canada ủng hộ giáo dục hơn việc bảo quản các đồ vật của họ. Họ đã hiển thị các đối tượng cũng như chức năng của chúng. Một cuộc triển lãm có một máy in lịch sử mà một nhân viên đã sử dụng cho khách tham quan để tạo ra các kỷ vật trong bảo tàng.  Một số bảo tàng tìm cách tiếp cận nhiều đối tượng, chẳng hạn như bảo tàng quốc gia hoặc tiểu bang, trong khi những bảo tàng khác có những đối tượng cụ thể, như LDS Bảo tàng Lịch sử Nhà thờ hoặc các tổ chức lịch sử địa phương. Nói chung, các viện bảo tàng thu thập các đồ vật có ý nghĩa tuân thủ tuyên bố sứ mệnh của họ để bảo tồn và trưng bày.

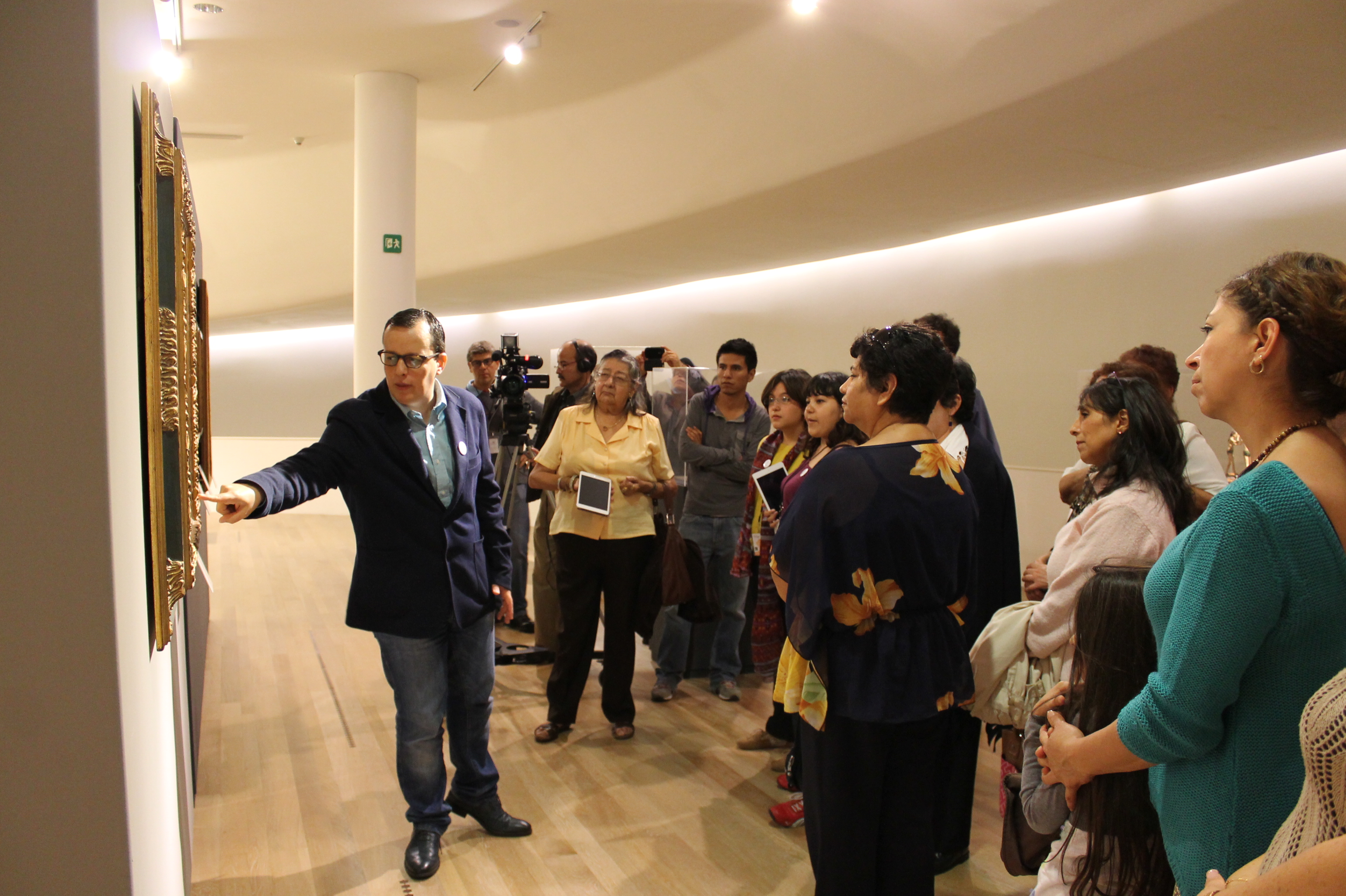
Soumaya Museum, Thành phố México, México

Mặc dù hầu hết các bảo tàng không cho phép tiếp xúc vật lý với các hiện vật liên quan, nhưng có một số bảo tàng có tính tương tác và khuyến khích cách tiếp cận thực hành nhiều hơn. Năm 2009, Hampton Court Palace, cung điện của Henry VIII, ở Anh đã mở cửa phòng hội đồng cho công chúng để tạo ra một môi trường tương tác cho du khách. Tuy nhiên, thay vì cho phép du khách cầm nắm những đồ vật 500 năm tuổi, bảo tàng đã tạo ra các bản sao, cũng như trang phục sao chép. Các hoạt động hàng ngày, quần áo lịch sử và thậm chí sự thay đổi nhiệt độ khiến du khách chìm trong ấn tượng về cuộc sống ở Tudor có thể đã từng như thế nào.

### Định nghĩa của các tổ chức bảo tàng chuyên nghiệp lớn
Các tổ chức chuyên nghiệp về bảo tàng lớn trên thế giới đưa ra một số định nghĩa về bảo tàng là gì và mục đích của chúng. Các chủ đề chung trong tất cả các định nghĩa là công ích và việc chăm sóc, bảo quản và giải thích các bộ sưu tập.
Định nghĩa hiện tại của Hội đồng Bảo tàng Quốc tế về bảo tàng (được thông qua vào năm 1970): "Bảo tàng là một tổ chức phi lợi nhuận, vĩnh viễn phục vụ xã hội và sự phát triển của nó, mở cửa cho công chúng. , nghiên cứu, truyền đạt và trưng bày di sản vật thể và phi vật thể của nhân loại và môi trường của nó cho các mục đích giáo dục, học tập và thưởng thức."

## Phân loại

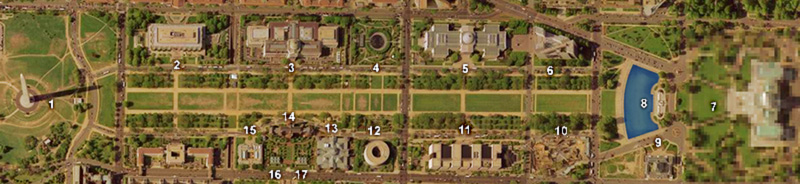
National Mall ở Washington DC là nơi có nhiều loại bảo tàng.

Không có tiêu chuẩn rõ ràng nào về các loại hình bảo tàng. Ngoài ra, cảnh quan bảo tàng đã trở nên rất đa dạng, đến mức có thể không đủ sử dụng các danh mục truyền thống để hiểu được toàn bộ sự đa dạng rộng lớn hiện có trên khắp thế giới. Tuy nhiên, có thể hữu ích nếu phân loại các bảo tàng theo nhiều cách khác nhau dưới nhiều góc độ. Các viện bảo tàng có thể thay đổi tùy theo quy mô, từ các tổ chức lớn đến các tổ chức rất nhỏ tập trung vào một đối tượng cụ thể, chẳng hạn như một địa điểm cụ thể, một người đáng chú ý hoặc một khoảng thời gian nhất định. Các bảo tàng cũng có thể dựa trên nguồn tài trợ chính: chính phủ trung ương hoặc liên bang, các tỉnh, khu vực, các trường đại học; thị trấn và cộng đồng; trợ cấp khác; không trợ cấp và tư nhân.
Viện bảo tàng được chia làm ba nhóm chính:
- Viện bảo tàng chuyên đề (chủ đề): Phụ thuộc vào đặc điểm của hiện vật (kỹ thuật, khoa học tự nhiên, lịch sử, nghệ thuật, văn học, âm nhạc, sân khấu, công nghệ...)
- Viện bảo tàng cấp địa phương hoặc cấp quốc gia: Trong đó thu thập, giữ gìn và bảo vệ các tài liệu lịch sử, các tác phẩm nghệ thuật, các tác phẩm mẫu mực của công nghiệp, nông nghiệp, khoáng sản, thực vật và các hiện vật khác trong lĩnh vực kinh tế, lịch sử, dân tộc học v.v.
- Viện bảo tàng tưởng niệm: Được sử dụng cho các sự kiện lịch sử hoặc các nhà hoạt động quốc gia, nhà văn, họa sĩ, nghệ sĩ, nhạc công lớn v.v.

Ngoài ra viện bảo tàng còn được phân chia theo hiện vật trưng bày: loại có hiện vật cố định và loại có hiện vật tạm thời.

### Khung pháp lý của bảo tàng

#### Công và tư
Các bảo tàng tư nhân được tổ chức bởi các cá nhân và được quản lý bởi một hội đồng và các viên chức bảo tàng, nhưng các bảo tàng công được tạo ra và quản lý bởi chính quyền liên bang, tiểu bang hoặc địa phương. Chính phủ có thể thuê bảo tàng thông qua hành động lập pháp nhưng bảo tàng vẫn có thể là tư nhân vì nó không thuộc chính phủ. Sự khác biệt quy định quyền sở hữu và trách nhiệm pháp lý đối với việc chăm sóc các bộ sưu tập.

#### Phi lợi nhuận và lợi nhuận
Tổ chức phi lợi nhuận có nghĩa là một tổ chức được phân loại là một công ty từ thiện và được miễn nộp hầu hết các loại thuế và số tiền mà tổ chức kiếm được được đầu tư vào chính tổ chức đó. Tiền do bảo tàng tư nhân tạo ra vì lợi nhuận được trả cho chủ sở hữu hoặc cổ đông của bảo tàng.

#### Theo chủ thể điều hành
Ủy thác là một công cụ pháp lý trong đó những người được ủy thác quản lý tài sản của ủy thác vì lợi ích của bảo tàng theo mong muốn cụ thể của nhà tài trợ. Điều này mang lại lợi ích về thuế cho nhà tài trợ và cũng cho phép nhà tài trợ kiểm soát cách phân phối tài sản.

## Đặc điểm bố trí hiện vật
Để có giải pháp kiến trúc đúng đắn cho công trình bảo tàng, triển lãm và các vị trí trưng bày, cần phải chú ý đến các đặc điểm sau:
- Xác định được đặc tính các vật trưng bày cùng với việc nghiên cứu tỉ mỉ hình dạng, kích thước, vật liệu, vị trí trong không gian của chúng v.v.
- Xác định đúng tuần tự trưng bày và khả năng chiếu sáng để gây chú ý
- Đặc điểm và chức năng hay ảnh hưởng của công trình
- Thời gian triển lãm

### Viện bảo tàng lớn trên thế giới
- Bảo tàng Louvre, Paris
- Viện bảo tàng Anh, London
- Metropolitan Museum of Art, New York
- National Gallery, London
- Viện bảo tàng Vatican
- Trung tâm Georges-Pompidou, Paris
- Bảo tàng Orsay, Paris
- Bảo tàng
- Bảo tàng Nghệ thuật Hiện đại, New York
- Bảo tàng Prado, Madrid

### Việt Nam
- Bảo tàng Lịch sử Việt Nam
- Bảo tàng Dân tộc học Việt Nam
- Bảo tàng Mỹ thuật Việt Nam
- Bảo tàng Nghệ thuật điêu khắc Chăm Đà Nẵng